# Janez Božič (politik)
Janez Božič, slovenski organizator dela in politik, * 22. februar 1954.
Med 3. decembrom 2004 in 6. septembrom 2007  je bil minister za promet Republike Slovenije.